# 3993 Šorm
A 3993 Šorm (ideiglenes jelöléssel 1988 VV5) a Naprendszer kisbolygóövében található aszteroida. Antonín Mrkos fedezte fel 1988. november 4-én.